# جورج والاس (فیلم)
جورج والاس فیلمی تلویزیونی محصول ۱۹۹۷ با بازی گری سینایس به عنوان جرج والاس فرماندار پیشین آلاباما است. فیلم توسط جان فرانکن هایمر کارگردانی شده که برنده جایزه امی شد و سینایس و مر وینینگامنیز برای ایفای نقش در فیلم برنده جایره امی شدند. داستان فیلم بر پایه زندگینامه والاس که در سال ۱۹۹۶ چاپ شد می‌باشد .

فیلم به شدت از سوی منتقدان تحسین شد و علاوه بر جایزه امی، جایزه گلدن گلوب را برای بهترین سریال یا فیلم ساخته شده برای تلویزیون دریافت کرد. آنجلینا جولی یک جایزه گلدن گلوب برای ایفای نقش زن دوم والاس (کورنلیا) دریافت کرد.

## داستان فیلم
جورج والاس تصویر یک مرد پیچیده سیاسی را نشان می‌دهد. در ابتدای فیلم یک قاضی جنوبی معمولی (والاس) در حال تبدیل شدن به یکی از سیاسی‌ترین شخصیت‌ها و رسیدن به موفقیت‌های سیاسی و افتخارات است و در اخر یک ترور نافرجام که او را فلج می‌کند و درد آن سبب می‌شود درک کند که به چه چیزی تبدیل شده‌است.